# Philocryptica
Philocryptica là một chi bướm đêm thuộc phân họ Tortricinae của họ Tortricidae.

## Các loài
- Philocryptica polypodii (Watt, 1921)